# Povere suore di Nostra Signora
Le Povere Suore di Nostra Signora, dette di Stephen Hall (in inglese Poor Sisters of Our Lady; sigla P.S.O.L.), sono un istituto religioso femminile di diritto pontificio.

## Storia
La congregazione fu fondata a Bombay dall'arcivescovo gesuita Thomas Roberts e fu canonicamente eretta, previo il nihil obstat della congregazione di Propaganda fide, il 14 settembre 1939.
Le costituzioni dell'istituto furono approvate dal cardinale Valerian Gracias con decreto del 29 giugno 1956.

## Attività e diffusione
Le suore si dedicano all'insegnamento scolastico, alle attività sociali, alla cura degli infermi e ad altre forme di apostolato.
Oltre che in India, sono presenti in Austria, Italia, Paesi Bassi e Tanzania; la sede generalizia è a Mumbai.
Alla fine del 2015 l'istituto contava 184 religiose in 35 case.